# Bisdom La Crosse
Het bisdom La Crosse (Latijn: Dioecesis Crossensis) is een rooms-katholiek bisdom met als zetel La Crosse, in de Amerikaanse staat Wisconsin. Het bisdom is suffragaan aan het aartsbisdom Milwaukee. 

## Geschiedenis
Het bisdom werd opgericht op 3 maart 1868, uit delen van het bisdom Milwaukee, en was suffragaan aan het aartsbisdom Saint Louis. Op 12 februari 1875 veranderde het van kerkprovincie en werd suffragaan aan het nieuw verheven aartsbisdom Milwaukee. Op 3 mei 1905 verloor het gebied bij de oprichting van het bisdom Superior, en op 22 december 1945 bij de oprichting van het bisdom Madison.  

## Parochies
Het bisdom had in 2021 een oppervlakte van 39.037 km2 en telde 917.654 inwoners waarvan 17,8% rooms-katholiek was.

## Bisschoppen
- Michael Heiss (3 maart 1868 - 9 april 1880)
- Kilian Casper Flasch (14 juni 1881 - 3 augustus 1891)
- James Schwebach (14 december 1891 - 6 juni 1921)
- Alexander Joseph McGavick (21 november 1921 - 25 augustus 1948)
  - William Richard Griffin (hulpbisschop: 9 maart 1935 - 18 maart 1944)
- John Patrick Treacy (25 augustus 1948 - 11 oktober 1964; coadjutor sinds 21 augustus 1945)
- Frederick William Freking (30 december 1964 - 10 mei 1983)
- John Joseph Paul (14 oktober 1983 - 10 december 1994; hulpbisschop sinds 17 mei 1977)
- Raymond Leo Burke (10 december 1994 - 2 december 2003; kardinaal in 2010)
- Jerome Edward Listecki (29 december 2004 - 14 november 2009)
- William Patrick Callahan (11 juni 2010 - 19 maart 2024)
- Gerard William Battersby (19 maart 2024 - heden)

## Galerij van afbeeldingen

Wapen van het bisdom
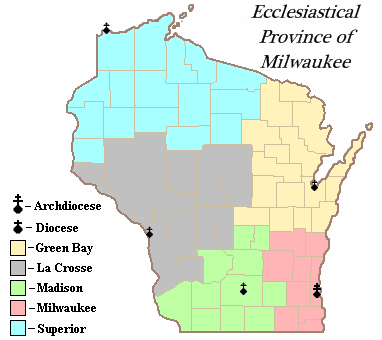
Kerkprovincie met aartsbisdom en suffragane bisdommen
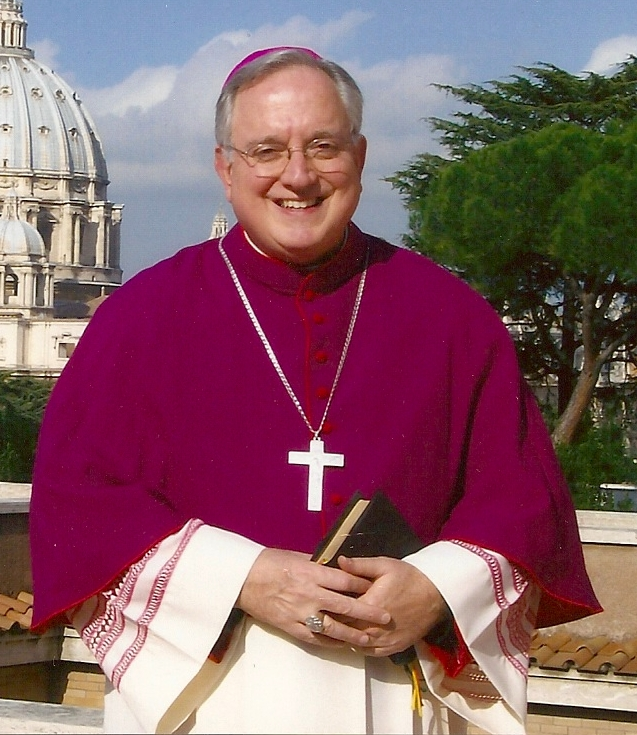
Bisschop William Patrick Callahan (2010-2024)
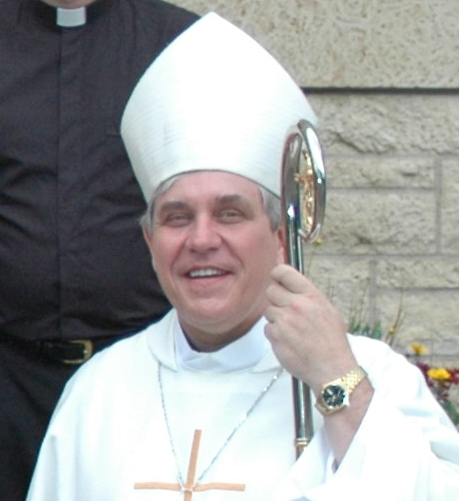
Bisschop Jerome Edward Listecki (2004-2009)
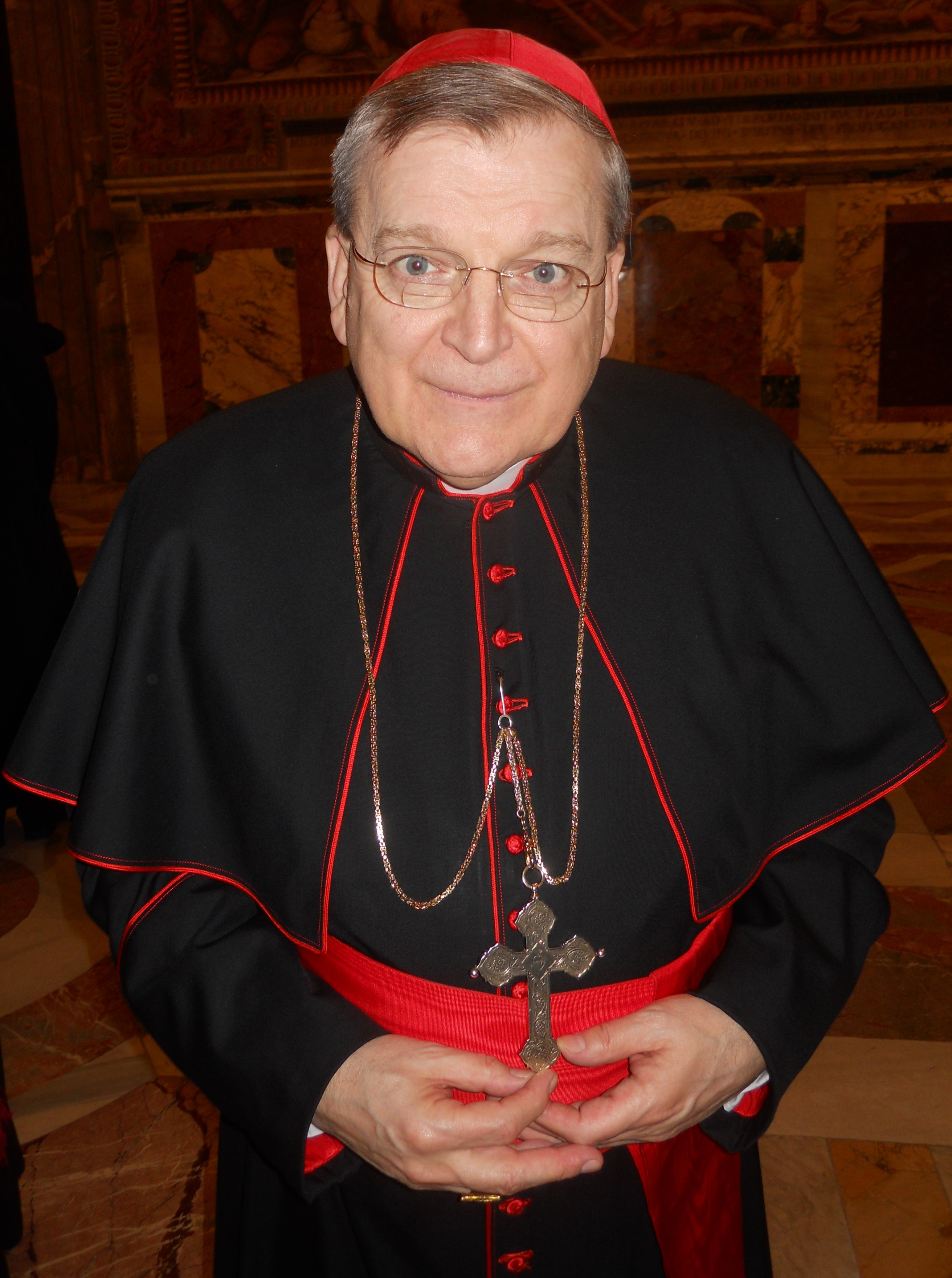
Bisschop Raymond Leo Burke (1994-2003), kardinaal in 2010

Milwaukee (aartsbisdom) · Green Bay · La Crosse · Madison · Superior